# 松坂慶子
松坂 慶子（まつざか けいこ、1952年〈昭和27年〉7月20日 - ）は、日本の女優・歌手・司会者・タレント。本名：高内慶子（たかうち けいこ）。身長162cm、血液型A型。モマオフィス所属。東京都大田区出身。

## 来歴・人物
韓国人の父と日本人の母との間に誕生。早産で未熟児だったという。7歳下の弟がおり4人家族。「イングリッド・バーグマンのような綺麗な女性になってほしい」との両親の思いから、いくつもの習い事をかけもちしていた。
1959年（昭和34年）、渋谷区立鳩森小学校入学。小学2年の1960年（昭和35年）、「くるみ芸術学園」に入り、歌唱科、ピアノ科、児童舞踊科を受講。1961年（昭和36年）、転居のため中野区立向台小学校に転校。NHK「声くらべ腕くらべ子供音楽会｣で「からすの赤ちゃん」を歌い合格。中野区立第三中学では演劇部に所属。落語家の二代目快楽亭ブラックは中学時代の同級生であり、ともに演劇部に所属していた。
1966年（昭和41年）、中学2年の時に「劇団ひまわり」入団。1967年、幼児向けコメディ『忍者ハットリくん+忍者怪獣ジッポウ』（NET）でテレビ初出演。1968年、15歳の時に『ウルトラセブン』第31話「悪魔の住む花」(1968年5月5日放送)に、ミクロ怪獣ダリーに寄生された少女・カオリ（香織）役で出演。
1968年（昭和43年）、日本大学第二高校に進み、同校を卒業。高校2年の1969年（昭和44年）、古賀政男ギター歌謡学院で週2回の歌のレッスンを受ける。同年、大映からスカウトされる。『ある女子高校医の記録 続・妊娠』で女子高生の一人としてスクリーンデビュー。
1970年（昭和45年）、大映東京撮影所入社。TBSテレビ『おくさまは18歳』、『なんたって18歳!』レギュラー出演。
1971年（昭和46年）、映画『夜の診察室』で、主演予定だった渥美マリの降板により代役で映画初主演。12月に大映が倒産。
1972年（昭和47年）1月1日、松竹へ移籍。1973年(昭和48年)、日大文理学部聴講生となる。NHK大河ドラマ『国盗り物語』で濃姫を演じて広く知られた。1975年（昭和50年）、時代劇『江戸を斬る』に出演。1978年（昭和53年）の映画『事件』では清純派からの脱皮を果たす。翌1979年（昭和54年）の映画『配達されない三通の手紙』でも体当たりの演技を見せ、トップ女優に躍り出た。同年放送のTBS系テレビドラマ『水中花』に主演。また、同ドラマの主題歌「愛の水中花」をリリースし、大ヒット。ドラマ劇中で披露した妖艶なバニーガール姿も話題となり、「愛の水中花」のレコードジャケットはその衣装を着用した写真であった。その衣装でTBSの音楽番組『ザ・ベストテン』にも出演した。
1978年にテレビ放送開始した『銀河鉄道999』のメーテル役にプロデューサーの横山賢二は松坂を考えていた。
1980年代も『青春の門』、『男はつらいよ 浪花の恋の寅次郎』、『蒲田行進曲』、『人生劇場』、『火宅の人』などの映画や、テレビドラマではNHK大河ドラマ『春の波涛』などの作品に立て続けに主演・出演した。この頃の松坂は深作欣二が監督する映画・テレビドラマに多く出演している。
1990年（平成2年）、松竹から島田事務所へ移籍。
1991年（平成3年）、ジャズギタリストの高内春彦（ハル高内）と結婚。1月2日、ニューヨークで挙式。当時、人気女優と無名に近く収入の少ない高内との結婚は「格差婚」と取り沙汰された。また、松坂の両親は結婚に大反対していることを隠さず、マスコミの取材を受け、松坂が公にしていなかった事実や様々な思いを吐露した。松坂名義の「実印」への執着が凄まじく、松坂が実印を持ち出したことをしきりに追及していた（のちに『娘・松坂慶子への「遺言」』を上梓するきっかけとなった）。夫の高内を庇っていた松坂であったが、ついには親子絶縁も宣言。結婚後、夫の活動拠点である米国ニューヨークに移住して7年ほど過ごした。
フランス政府観光局の親善大使に選ばれた。
1992年に長女、1994年に次女を出産した（2008年に中学生となった姉妹は、NHK教育テレビジョン「3か月トピック英会話「赤毛のアン」への旅〜原書で親しむAnneの世界〜」（2008年4月 - 6月）で松坂と共演した）。長女を出産した際には、ニューヨークにいる共通の知人を通じて知った緒形拳からFAXが届き、毛筆で「ばんざい、ばんざい、ばんばんざい」と書かれてあった。
2000年（平成12年）、東京電話のCMでは大根を持った主婦をコミカルに演じ、新境地を拓いた。
石原プロモーション主催｢オロナミンC 一億人の心をつかむ男　新人発掘オーディション～二一世紀の石原裕次郎を探せ！～｣審査員
2002年（平成14年）、なかにし礼原作・監修による写真集『さくら伝説 -松坂慶子写真集』を発表。
2005年（平成17年）8月、大塚食品が発売した「ボンカレークラシック」のパッケージキャラクターを、松山容子から引き継いだ。ボンカレーのキャラクター変更は37年ぶり。同年秋にはドラマ『熟年離婚』に主演。渡哲也演じる夫に離婚を切り出し、新たな人生を歩み出す主婦役を演じた。さらに同年12月30日放映のバラエティ番組『ウリナリ芸能人社交ダンス部』の兄弟特別番組「オールスター Shall we ダンス?〜有名人社交ダンス選手権〜」では、ダイナミックな動きとキレのあるダンスを披露し、初出場ながら優勝した。
2007年、父の死去を機に母との確執も氷解。2012年からは高齢になった母と同居している。夫は多忙な松坂に代わり、母の介護や家事を担っているという。
2013年（平成25年）2月、日本テレビ開局60年特別番組 TV60 日テレ×NHK『60番勝負』・ドラマ対決で、NHKが制作した『松坂慶子 女優最後の日』の冒頭、松坂が登場したシーンにおいて3万8313「イィ」（番組内で視聴者からの反応を測る数値）を記録し、2日間にわたって放送された当番組内の最高値であった。
同年、映画『牙狼-GARO- 〜蒼哭ノ魔竜〜』において、還暦にして初のアクションシーン・ワイヤーアクションをこなした。松坂自身、前々からやってみたいと思っていたが、それまで全く機会が無かったとの事。
2018年には大河ドラマ『西郷どん』に出演し、自身の主演作『春の波涛』、初出演作でヒロイン濃姫を演じた『国盗り物語』や高い評価を受けた『篤姫』を含む9回の出演で最多出演女優記録の草笛光子に並んだ。その後草笛は『鎌倉殿の13人』に出演しているため、2番目となっている。
2023年にはNHK連続テレビ小説「らんまん」に主人公の祖母役で出演したが、その縁で同年12月に牧野記念財団の理事に就任した。

## 家族
父は1938年に韓国から日本へ仕事を求めて渡ってきており、その後兵庫県姫路市に移り住み、母と仕事場で出会った。母は幼少の頃に身売りされた過去を持ち、身寄りのなかった2人は同棲するようになる。戦後、神奈川県藤沢市に転居し、父は複数の事業を始めて成功していた。
母には戸籍が無く、藤沢市に転居した際に清水という姓で戸籍をつくったが、これは実在しない韓国人の戸籍を借りたもので、母は本当は日本人なのに韓国人ということになっていた。父も日本名を名乗っていたが国籍は韓国のまま、つまり慶子も韓国籍であった。知人の力を借りて法務省と交渉した結果、1964年に母の戸籍が回復し、慶子の将来を考えて彼女を母の非嫡出子として母の戸籍に入れたことにより日本国籍となった。
これらの事実は1993年に出版された両親の著書『娘・松坂慶子への「遺言」』で公表された。

## 受賞・受章
- 1972年：『若い人』制作者協会新人賞、第10回ゴールデン・アロー賞新人賞を受賞。
- 1973年：日本放送作家協会、女性演技者賞受賞。
- 1979年：『愛の水中花』日本有線大賞特別賞受賞。
- 1981年：『青春の門』、『男はつらいよ 浪花の恋の寅次郎』で、第5回日本アカデミー賞最優秀主演女優賞、ブルーリボン賞主演女優賞、報知映画賞主演女優賞を受賞。
- 1982年：『蒲田行進曲』と『道頓堀川』で、第6回日本アカデミー賞最優秀主演女優賞、キネマ旬報主演女優賞、第37回毎日映画コンクール女優演技賞[20]、エランドール賞特別賞、第20回ゴールデンアロー賞大賞を受賞。
- 1986年：ゴールデングロス賞のマネーメーキング・スター賞受賞[21]。
- 1989年：第1回ゴールデン・スター・オブ・ザ・イヤー賞受賞。
- 1990年：『死の棘』で、第14回日本アカデミー賞最優秀主演女優賞[22]、キネマ旬報主演女優賞、毎日映画コンクール主演女優賞、ブルーリボン賞主演女優賞、報知映画賞最優秀主演女優賞、第3回日刊スポーツ映画大賞 主演女優賞を受賞。第13回山路ふみ子映画賞受賞。
- 1991年 : フランス高級香水協会マドモアゼル・パルファム賞、第1回フランス政府観光局・女性親善大使賞
- 1998年：第51回毎日映画コンクール田中絹代賞受賞。
- 2000年：『さくや妖怪伝』、『本日またまた休診なり』で、毎日映画コンクール女優助演賞を受賞。
- 2003年：第14回ジュエリーベストドレッサー賞50代部門受賞。
- 2008年：第60回日本放送協会（NHK）放送文化賞を石坂浩二や緒形拳、井上ひさしらと受賞した。同年、『火垂るの墓』で、毎日映画コンクール女優助演賞を受賞。
- 2009年：紫綬褒章受章[23]。
- 2010年：『大阪ハムレット』で、おおさかシネマフェスティバル主演女優賞を受賞。
- 2015年：第12回万年筆ベストコーディネイト賞2015
- 2019年：『まんぷく』で、第15回コンフィデンスアワード・ドラマ賞助演女優賞を受賞。同年、第27回橋田賞受賞。
- 2023年：令和4年度「スターの手形」被顕彰
- 2024年：『あの花が咲く丘で、君とまた出会えたら。』で、第47回日本アカデミー賞優秀助演女優賞を受賞[24]。

## 出演

### テレビドラマ
- 忍者ハットリくん+忍者怪獣ジッポウ（1967年、NET） - 藤野タカネ
- ウルトラセブン 第31話「悪魔の住む花」（1968年、TBS） - 香織
- おさな妻（1970年 - 1971年、東京12チャンネル）
- おくさまは18歳 （1971年、TBS） ※第41話「ライバル参上」より、サブレギュラーとなる。
- 女はつらいよ（1971年、TBS）
- なんたって18歳!（1971年 - 1972年、TBS） ※第2話「イヤな奴が来ちゃった」より、レギュラーとなる。
- それゆけ結婚 (1971年10月7日 - 1972年3月30日、関西テレビ)
- 春の嵐 (1971年12月16日 - 1972年4月13日、TBS)
- 花の旅路（1972年1月3日 - 7日、フジテレビ）
- 青春をつっ走れ 第8話「あの人は行って行ってしまった!」（1972年、フジテレビ）
- 銀河テレビ小説 若い人（1972年、NHK総合）
- 木下恵介・人間の歌シリーズ　(TBS)
  - 白い夏（1972年） - みのり
  - 冬の貝殻（1973年12月20日 - 1974年3月14日） - 野村千恵
  - 阿蘇の女（1974年9月19日 - 12月12日）- 主演
- 鉄平と順子（1972年10月3日 - 1974年1月16日、日本テレビ）
- 大河ドラマ（NHK総合）
  - 国盗り物語（1973年） - 濃姫
  - 元禄太平記（1975年） - 瑤泉院
  - 草燃える（1979年） - 茜・小夜菊 ※二役
  - 春の波涛（1985年） - 川上貞奴
  - 毛利元就（1997年） - 杉の方
  - 義経（2005年） - 平時子
  - 篤姫（2008年） - 幾島
  - 花燃ゆ（2015年） - 毛利都美子
  - 西郷どん（2018年） ‐ 西郷満佐
- 花のながれ（1973年1月1日 - 5日、フジテレビ）
- 夫婦学校2 第21回「転勤夫婦」（1973年2月22日、日本テレビ） - 主演
- グランド劇場 女のあしおと（1973年3月10日、日本テレビ）
- 川端康成名作シリーズ 母の初恋（1973年4月1日 - 、関西テレビ）
- 愛のはじまるとき（1973年4月2日 - 7月30日、フジテレビ）
- 木下恵介アワー 思い橋（1973年4月3日 - 9月25日、TBS）
- ブラザー劇場 刑事くん 第2部 （1973年4月16日 - 1974年5月6日、TBS）第6話「あれから君は」（1973年5月21日）
- 江戸を斬る 梓右近隠密帳（1973年9月24日 - 1974年3月25日、TBS） - 柳生奈美・お妙の方 ※二役
- 人妻だから（1973年10月2日 - 1974年1月1日、日本テレビ）
- 白い滑走路（1974年4月5日 - 9月27日、TBS） - 折井薫
- 座頭市物語　第15話「めんない鴉の祭り唄」（1975年、フジテレビ） - お糸
- 春ひらく（1974年12月4日 - 1975年4月30日、フジテレビ）
- 水戸黄門 (TBS)
  - 第6部 第13話「忍びの女 -鳥取-」（1975年） - 八木沢梓（お秋）
  - 第7部 第20話「暴れ姫君 -会津-」（1976年） - 夕姫
  - 第8部 第25話「初春博多囃子 -博多-」（1978年） - 脇田うめ
  - 第9部 第22話「初春女狐騒動 -諏訪-」（1979年） - お甲
  - 第10部 第3話「狐が化けたお姫様 -小田原-」（1979年） - お蝶
  - 第13部 第12話「伊勢参り 娘初春七変化 -伊勢-」（1983年） - お京
  - 第14部 第2話「悪を斬る! 白狐の剣 -郡山-」（1983年） - おその
- 白い地平線（1975年4月4日 - 9月26日、TBS）
- 虹のエアポート（1975年10月7日 - 1976年1月6日、TBS）
- 宮本武蔵（1975年10月7日 - 1976年3月30日、関西テレビ）
- 江戸を斬る II〜VI（1975年 - 1981年、TBS） - おゆき 
  - IV 第17話「瑠璃玉の復讐」（1979年） - 麗花 ※二役
  - V 第8話「おゆきに似てた娘掏摸」（1980年） - お絹 ※二役
  - VI 第10話「魚河岸小町は瓜ふたつ」（1981年） - 向井綾 ※二役
- 結婚前夜シリーズ「母の贈り物」（1976年2月20日、TBS）
- 私も燃えている（1976年4月1日 - 7月1日、よみうりテレビ）- 主演
- われは海の子（1976年4月2日 - 9月24日、TBS） - 平井香織
- いごこち満点（1976年4月6日 - 9月28日、TBS）- 青井伊津子
- 東芝日曜劇場（TBS）
  - 白い涙（1976年5月9日） - 主演
  - 木枯しの自画像（1978年2月26日、CBC）- 主演
  - 休暇は終った（1987年11月29日） - 主演
  - こんどの日曜日（1989年10月8日） - 主演
  - クワタさんとマリ（1990年1月28日） - 主演
  - 神をにくんで人をにくまず（1991年5月12日）- 主演
  - 愛のそば（1992年10月25日） - 主演
  - 太陽の季節（2002年7月7日 - 9月15日） - 和泉響子
- 暖流（1976年10月7日 - 1977年3月31日、日本テレビ）- 主演
- 土曜ドラマ／サスペンスシリーズ「轢き逃げ」（1977年1月22日、NHK総合）- 牧村逸子
- 天北原野（1977年4月6日 - 8月31日、毎日放送）- 須田原あき子
- 白い波紋（1977年4月15日 - 9月30日、TBS）- 北条朋子
- 今はバラ色が好き（1977年10月13日 - 1978年4月6日、よみうりテレビ）- 藤森麻子
- 青春の門 第二部「自立篇」（1977年12月7日 - 1978年5月31日、MBS）- カオル
- 幸福の断章（1978年6月7日 - 9月27日、毎日放送）
- 土曜ワイド劇場（テレビ朝日）
  - 自我の構図 愛と死（1978年6月17日）- 主演
  - 桜子は微笑う ラストエンペラーに仕掛けられた妖しい女の罠（1988年10月22日）- 主演[25]
- 大空港（1978年、フジテレビ） - 三森亜矢子
  - 第3話「かもめが飛び立つ日に」
  - 第16話「特捜部対ヤクザ 女医三森亜矢子が敵の手に!」
- 恋人たちの垣根（1978年10月5日 - 1979年4月5日、よみうりテレビ）- 主演・武村千津
- 赤穂浪士（1979年4月16日 - 12月24日、テレビ朝日） - 瑤泉院
- 疾風同心 第16話「初春悲願の仇打ち」（1979年、東京12チャンネル） - お冬
- 木曜座
  - 水中花（1979年7月12日 - 10月4日、TBS） - 主演・森下梨絵(エリ)
  - 夜の花火（1981年4月2日 - 7月16日、毎日放送） -主演・鳴海涼子
- 木曜ゴールデンドラマ（よみうりテレビ）
  - 雪国 純白の雪と湯煙りに燃える恋!（1980年4月10日） - 駒子
  - 妻のまごころ（1980年10月30日） - 主演
  - 花道は炎のごとく（1985年）
- 夜明けのタンゴ（1980年6月3日 - 8月26日、TBS）- 主演
- 特別企画7時間ドラマ 関ヶ原（1981年1月2日 - 4日、TBS） - 初芽局
- 闇を斬れ（1981年4月7日 - 9月29日、関西テレビ） - しの 
  - 第2話「春風に泣いた血汐花」
  - 第26話「田沼意次没落の日」
- 影の軍団シリーズ (関西テレビ)
  - 影の軍団II 第1話「眼には眼を」（1981年10月6日） - お霧
- お命頂戴! 第1話「変幻葵殺法 最後の哀しき抱擁」（1981年10月7日、テレビ東京）
- 春の傑作推理劇場（1982年、テレビ朝日）
  - 黒い館の女（2月25日） - 主演
  - 嫉妬（3月4日・11日） - 主演
- 大岡越前 (TBS)
  - 第6部 第6話「死を占った女」（1982年） - おせい
  - 第7部 第4話「義賊あざみ小僧」（1983年） - お葉
- 斬り捨て御免!（第3シリーズ） 第3話「生か死か断崖に揺れる二人」（1982年、テレビ東京） - おりは
- 金曜劇場 夕映え天使（1982年7月16日 - 9月24日、フジテレビ） - 主演
- 火曜サスペンス劇場 女相続人 億万長者のこの人が本当に私の父親なのか（1982年11月2日 - 9日、日本テレビ） - 主演
- つか版忠臣蔵（1982年12月31日、テレビ東京） - 主演
- ザ・サスペンス 一千万人の中の孤独（1983年4月30日、TBS・毎日放送）主演・大町久美子
- 流れ星佐吉 第1話「佐吉が出会った大美人」（1984年4月3日、関西テレビ）
- ふたりぼっち（1984年6月13日 - 8月1日、フジテレビ） - 主演
- 水曜ドラマスペシャル 椿探偵奮闘シリーズ 天女の涙（1986年10月1日、TBS） - 主演
- 新春特別企画ドラマ「太閤記」（1987年1月1日、TBS） - 主演
- セゾンスペシャル サーカス村裏通り（1987年6月12日、TBS） - 主演
- 24時間テレビスペシャルドラマ「長らえしとき」（1987年8月22日、日本テレビ） - 主演[26]
- 木曜劇場 窓を開けますか?（1988年1月12日 - 3月24、フジテレビ） - 主演・岸森亜希子 役
- 大忠臣蔵（1989年1月2日、テレビ東京） - 瑤泉院 役
- 水曜グランドロマン 花と家族（1989年1月4日、日本テレビ） - 主演
- 火曜スーパーワイド 長崎異人館の女（1989年5月30日、テレビ朝日） - 主演
- 平岩弓枝ドラマスペシャル「歳月」（1989年10月12日、フジテレビ）
- ドラマ指定席「未来（ニライ）の海　リリー踊り子日記」（1991年3月11日 - 16日、NHK総合） - 主演
- 家族の食卓'93（1993年1月3日、フジテレビ） - 主演
- 金曜エンタテイメント (フジテレビ)
  - 傑作ミステリー選集I アガサ・クリスティーの「招かれざる客」（1993年6月18日） - 主演
  - 恐妻家探偵の事件帖〜殺しのレシピ〜（2000年10月20日） - 朝倉麻衣子 役
- 松本清張一周忌特別企画／或る「小倉日記」伝（1993年8月4日、TBS） - 主演・村上ふじ
- サスペンス・魔 私に話しかけて…（1993年9月27日、関西テレビ） - 主演
- 月曜ドラマスペシャル サクラサク! おかあさんは女子大生（1993年11月8日、TBS） - 主演
- 木曜ドラマ 魔の季節（1995年4月13日 - 6月29日、TBS） - 主演
- BS日曜ドラマ (NHK BS)
  - 女にも七人の敵（1996年2月4日 - 25日） - 主演
  - スキップ（1996年10月6日 - 11月3日） - 主演
- NHK正月時代劇（NHK総合）
  - 加賀百万石 〜母と子の戦国サバイバル〜（1999年1月1日、3日） - おまつ → 芳春院  役
  - 隠密秘帖（2011年1月1日） - 沢の井 役
- 水曜 ドラマの花束／怒る男 笑う女（1999年9月29日 - 12月15日、NHK総合）
- ドラマDモード／ゲームの達人（2000年3月28日 - 5月2日、NHK総合）
- 土曜特集／ドラマ 介護ビジネス（2001年3月10日、17日、NHK総合） - 主演
- 聖徳太子（2001年11月10日、NHK総合） - 額田部皇女  役
- つま恋（2001年11月24日、NHK総合） - 主演・陶子
- 月曜ドラマシリーズ (NHK総合)
  - 夏の日の恋〜Summer Time〜（2002年6月24日 - 7月29日） - 上原夏子
  - 麻婆豆腐の女房（2003年5月12日 - 6月9日） - 主演・孫陽子
- 女と愛とミステリー（BSジャパン）
  - パートタイム探偵（1）（2002年12月1日） - 主演・山田典子
  - 松坂慶子スペシャル　パートタイム探偵（2）（2004年2月22日） - 主演・山田典子
- 離婚旅行（2003年10月13日、TBS） - 波多野夏代
- プライド（2004年、フジテレビ） - 今泉千恵子（特別ゲスト）
- 乱歩R 第4話「黒蜥蜴」（2004年、よみうりテレビ） - 緑川婦人
- 人間の証明（2004年7月8日 - 9月9日、フジテレビ） - 郡恭子
- マザー&ラヴァー（2004年10月5日 - 12月21日、関西テレビ） - 岡崎マリア
- 弟（2004年11月17日 - 21日、テレビ朝日） - 石原まき子
- 日本の歴史　(2005年9月17日、フジテレビ)  - 声の出演
- 秋の恋愛必勝ドラマスペシャル／小悪魔な女になる方法（2005年9月27日、関西テレビ） - 麗子
- 木曜ドラマ (テレビ朝日)
  - 熟年離婚（2005年10月13日 - 12月8日） - 豊原（渡辺）洋子
  - エラいところに嫁いでしまった!（2007年1月11日 - 3月8日） - 山本志摩子
- プレミアムステージ／キッチン・ウォーズ（2006年2月25日、フジテレビ） - 杉野さくら
- DRAMA COMPLEX／母たることは地獄のごとくー二千人の孤児の母 澤田美喜物語ー（2006年8月15日、日本テレビ） - 主演・澤田美喜
- 新春ワイド時代劇／忠臣蔵 瑤泉院の陰謀（2007年1月2日、テレビ東京） - りく
- マグロ（2007年1月4日、5日、テレビ朝日） - 坂崎操
- 火曜ドラマゴールド／大女優殺人事件（2007年1月9日、日本テレビ） - 小春
- 金曜ドラマ／コンカツ・リカツ（2009年4月3日 - 5月22日、NHK総合） - 町田幸子
- 橋田壽賀子ドラマスペシャル 結婚（2009年11月28日、テレビ朝日） - 加納秀子
- 土曜時代劇／咲くやこの花（2010年1月9日 - 3月20日、NHK総合） - 佐生はな
- 宿命 1969-2010　ワンス・アポン・ア・タイム・イン・東京 （2010年1月15日 - 3月12日、テレビ朝日） - 白井逸子
- 連続テレビ小説（NHK総合）
  - ゲゲゲの女房（2010年3月29日 - 9月25日） - 田中美智子
  - あさが来た（2015年9月28日 - 2016年4月2日） - 大隈綾子[27]
  - まんぷく（2018年10月1日 - 2019年3月30日） - 今井鈴
  - らんまん (2023年4月3日 - 6月30日・9月25日 - ) - 槙野タキ / 槙野千鶴[28][29]
- 夏の恋は虹色に輝く（2010年7月19日 - 9月20日、フジテレビ） - 楠真知子
- ドラマ10／マドンナ・ヴェルデ（2011年4月12日 - 5月24日、NHK総合） - 山咲みどり
- ドラマ特別企画／居酒屋もへじ（2011年9月25日、TBS） - 佐伯陽子
  - 居酒屋もへじ-ありがとう父ちゃん- (2017年8月28日、TBS)  - 佐伯陽子
- 土曜ドラマスペシャル／キルトの家（2012年1月28日 - 2月4日、NHK総合） - 桜井一枝
- 浪花少年探偵団（2012年7月2日 - 9月17日、TBS） - 竹内妙子
- ビブリア古書堂の事件手帖（2013年1月14日 - 3月25日、フジテレビ） - 五浦恵理
- 極北ラプソディ（2013年3月19日、20日、NHK総合） - 今中万里子
- 鴨、京都へ行く。-老舗旅館の女将日記-（2013年、フジテレビ） - 遠野春子
- ドラマW／チキンレース（2013年11月10日、WOWOW） - 清水真理
- 長谷川町子物語〜サザエさんが生まれた日〜（2013年11月29日、フジテレビ） - 長谷川貞子
- 牙狼-GARO- -魔戒ノ花-（2014年4月5日 - 9月27日、テレビ東京） - 第10話、アンナ
- ぼんくら（2014年10月16日 - 12月18日、NHK総合） - お徳
- 特集ドラマ／ナイフの行方（2014年12月22日、23日、NHK総合） - 永原織江
- ぼんくら2（2015年10月22日 - 12月3日、NHK総合） - お徳
- スミカスミレ 45歳若返った女（2016年2月5日 - 3月25日、テレビ朝日） - 如月澄
- 特集ドラマ／恋の三陸 列車コンで行こう!（2016年2月27日 - 3月12日、NHK総合） - 岩渕晴子
- 牙狼-GARO- -魔戒烈伝-(2016年4月22日、テレビ東京) - 第3話、アンナ
- 早子先生、結婚するって本当ですか?（2016年4月21日 - 6月16日、フジテレビ） - 立木尚子[30]
- 水戸黄門 (2017年10月4日 - 12月6日、BS-TBS)
- 最後の同窓会 (2017年11月26日、テレビ朝日)
- DOCTORS〜最強の名医〜 新春スペシャル（2018年1月4日、テレビ朝日） - 森山日美子
- 大奥 最終章 (2019年3月25日、フジテレビ) - 浄円院
- ドクターX〜外科医・大門未知子〜 第6期 第1話、第10話（2019年10月17日、12月19日、テレビ朝日） - 岩田一子
- あしたの家族（2020年1月5日、TBS） - 小野寺真知子
- おもひでぽろぽろ（2021年1月9日、NHK BSプレミアム） - 主演・杉本タエ子
- DOCTORS〜最強の名医〜 2021新春スペシャル (2021年1月10日、テレビ朝日)
- 死との約束（2021年3月6日、フジテレビ） - 本堂夫人
- 流れ星（2021年3月22日、NHK BSプレミアム） - 主演・夏子 [31][32]
- らせんの迷宮〜DNA科学捜査〜（2021年10月15日 - 11月26日、テレビ東京） - 馬場ゆかり
- 今度生まれたら (2022年5月8日 - 6月19日、NHK BSプレミアム) - 主演・佐川夏江
- 一橋桐子の犯罪日記（2022年10月8日 - 11月5日、NHK総合）- 主演・一橋桐子
- DOCTORS～最強の名医～ファイナル（2023年1月3日、テレビ朝日）- 森山日美子
- 法廷のドラゴン 第1話（2025年1月17日、テレビ東京） - 香坂絹子[33]
- 正直不動産ミネルヴァ Special（2025年2月5日、NHK BS） - 檜山加寿子[34][35]
- ひとりでしにたい（2025年6月21日 - 8月2日、NHK総合） - 山口雅子[36]
- シバのおきて〜われら犬バカ編集部〜（2025年9月30日〈予定〉 - 、NHK総合）[37]

### 配信ドラマ
- 舞妓さんちのまかないさん（2023年1月12日、Netflix） - 千代 役[38]
- 阿修羅のごとく（2025年1月9日、Netflix） - 竹沢ふじ 役[39][40]

### 映画
- ある女子高校医の記録・続・妊娠（1969年、大映）※松坂けい子名義
- 高校生番長 深夜放送（1970年、大映）
- 高校生番長 ズベ公正統派（1970年、大映）
- すっぽん女番長（1971年、大映）
- 樹氷悲歌（1971年、大映）
- 夜の診察室（1971年、大映） ※初主演
- 遊び（1971年、大映）
- 陸軍落語兵（1971年、大映）
- 辻が花（1972年、松竹）
- 黒の奔流（1972年、松竹）
- 藍より青く（1973年、松竹）
- 宮本武蔵（1973年、松竹）
- 恋は放課後（1973年、松竹）
- 野良犬（1973年、松竹）
- 大事件だよ全員集合!!（1973年、松竹）
- ムツゴロウの結婚記（1974年、松竹）
- 流れの譜　第一部 動乱　第二部 夜明け（1974年、松竹）
- 狼よ落日を斬れ　風雲篇　激情篇　怒濤篇（1974年、松竹）
- 港のヨーコ・ヨコハマ・ヨコスカ（1975年、松竹）
- 友情（1975年、松竹）
- 撃たれる前に撃て!（1976年、松竹）
- 忍術 猿飛佐助（1976年、松竹）
- 恋人岬（1977年、松竹）
- 坊っちゃん（1977年、松竹）
- ダブル・クラッチ（1978年、松竹）
- 事件（1978年、松竹） - 坂井ハツ子
- 雲霧仁左衛門（1978年、松竹）
- 日蓮（1979年、松竹）
- 配達されない三通の手紙（1979年、松竹）
- 五番町夕霧楼（1980年、松竹）
- わるいやつら（1980年、松竹）
- 青春の門（1981年、東映）
- 男はつらいよ 浪花の恋の寅次郎（1981年、松竹）
- 道頓堀川（1982年、松竹）
- 未完の対局（1982年、東宝）
- 蒲田行進曲（1982年、松竹）
- 人生劇場（1983年、東映）
- 迷走地図（1983年、松竹）
- 里見八犬伝（1983年、角川春樹事務所）
- 化粧（1984年、松竹）
- 上海バンスキング（1984年、松竹）
- ねずみ小僧怪盗伝（1984年、松竹）
- 火宅の人（1986年、東映）
- 必殺! III 裏か表か（1986年、松竹）
- 波光きらめく果て（1986年、松竹）
- キネマの天地（1986年、松竹）
- 自由な女神たち（1987年、松竹）
- 女咲かせます（1987年、松竹）
- 椿姫（1988年、松竹）
- 華の乱（1988年、東映）
- ウォータームーン（1989年、東映）
- 死の棘（1990年、松竹） - ミホ
- グッバイ・ママ（1991年、松竹）
- 男はつらいよ 寅次郎の縁談（1993年、松竹）
- 女ざかり（1994年、松竹）
- 新・居酒屋ゆうれい（1996年、東宝）
- 虹をつかむ男 南国奮斗篇（1997年、松竹）-麓松江
- 卓球温泉（1998年、東宝）
- カンゾー先生（1998年、東映）
- ピンチランナー（2000年、東映）
- さくや妖怪伝（2000年、ワーナー・ブラザース）
- 本日またまた休診なり（2000年、東京映像工房）
- カタクリ家の幸福（2002年、松竹）- 片栗照江
- さゞなみ（2002年、ザナドゥー）
- 精霊流し（2003年、日活 / 東北新社）
- るにん（2004年、東京テアトル）
- 桃色 Colour Blossoms（英語版）[41]（2004年、香港映画）
- 埋もれ木（2005年、ファントム・フィルム）
- 四日間の奇蹟（2005年、東映）
- 悪 WARU（2006年、真樹プロダクション）
- 不撓不屈（2006年、角川ヘラルド映画）
- 犬神家の一族（2006年、東宝）
- 呉清源〜極みの棋譜〜（2006年、中国映画）
- 監督・ばんざい!（2007年、東京テアトル）
- 未来予想図 〜ア・イ・シ・テ・ルのサイン〜（2007年、松竹） - 宮本陽子
- 火垂るの墓（2008年、パル企画）
- 大阪ハムレット（2009年、アートポート）
- インスタント沼（2009年、アンプラグド / 角川映画） - 沈丁花翠
- ホノカアボーイ（2009年、東宝）- エデリ
- 黄金花　秘すれば花、死すれば蝶（2009年、太秦）
- 釣りバカ日誌20 ファイナル（2009年、松竹）
- 武士の家計簿（2010年、松竹） - 猪山常
- 脇役物語（2010年、東京テアトル）- 黒岩トシ子
- 青い青い空（2011年） - 八代の母
- 綱引いちゃった!（2012年、東宝） - 西川容子
- 僕達急行 A列車で行こう（2012年、東映） - 北斗みのり
- 牙狼-GARO- 〜蒼哭ノ魔竜〜 -GARO SOUKOKU NO MARYU-（2013年、東北新社） - ジュダム
- ベトナムの風に吹かれて（2015年、アルゴ・ピクチャーズ） - 主演・佐生みさお
- 空海-KU-KAI- 美しき王妃の謎 （2018年、東宝） - 白玲 [42]
- 人魚の眠る家（2018年、松竹） - 千鶴子[43]
- 僕に、会いたかった（2019年、LDH PICTURES） - 池田信子 [44]
- あの庭の扉をあけたとき（2022年、モバコン）
- ミステリと言う勿れ（2023年、東宝） - 鯉沼鞠子 役[45]
- あの花が咲く丘で、君とまた出会えたら。（2023年、松竹） - ツル 役[46]
- 父と僕の終わらない歌（2025年、ソニー・ピクチャーズ エンタテインメント） - 間宮律子[47]

### 舞台
- 『雪国』（1982年1月3日 - 27日、日生劇場） - 主演・駒子 役　※初舞台
- 『唐版　滝の白糸』（1989年3月5日 - 28日、日生劇場） - バーのホステスお甲 役　※蜷川幸雄演出（蜷川演出『マクベス』を観て蜷川と仕事がしたいとの松坂の願いが実現）[48]
- 『椿姫』（1989年10月8日） - 初演出 ※遠藤周作等文筆家集団中心の劇団「樹座」の舞台
- 『黒蜥蜴』（1990年3月2日 - 26日） 新橋演舞場 - 主演・黒蜥蜴 役　※坂東玉三郎演出（坂東に松坂は『唐版　滝の白糸』で水芸を教わっており、個人的に大ファンでもあることから依頼）[49]
- 『ヴィクター・ヴィクトリア』（1990年12月3日 - 27日、梅田コマ劇場／1991年2月4日 - 、渋谷シアターコクーン)  - 主演・ヴィクトリア 役　※初ミュージカル
- 『世界劇 源氏物語』（2000年12月31日、東京国際フォーラム ホールA） - 六条御息所 役　※なかにし礼総プロデュース
- 『長崎ぶらぶら節』（2001年10月31日 - 11月25日、帝国劇場） - 米吉 役 ※なかにし礼原作・監修 帝劇創立90周年記念11月特別公演
- 『奥さまの冒険ーわたしバカよねー』（2002年11月1日 - 12月28日、芸術座／2003年10月2日 - 28日、梅田コマ劇場） - 主演・山田桜子 役　※なかにし礼原作・脚本・演出、東宝製作
- 『「私のエディット」～松坂慶子が語るエディット・ピアフの物語』（2015年5月20日 - 22日、三越劇場／5月30日、りゅーとぴあ／6月14日、北九州芸術劇場 中劇場）
- 『LIGHT YEARS -幾光年-』The Musical（2025年7月31日・8月1日〈予定〉、I'M A SHOW）[50]

### 劇場アニメ
- 天才えりちゃん金魚を食べた（1997年、シネマ・ワーク / クリオネ） - お母さん

### オリジナルアニメ
- 平和への誓約(うけい)「松尾敬宇とその母」 - 母・松尾まつ枝 役

### 吹き替え
- 魔法にかけられて（2008年日本公開、ディズニー） - ナレーター (ジュリー・アンドリュース)

### ラジオ
- メナードおしゃれ情報～今日は松坂慶子です～（1970年代、文化放送）
- 素敵な午後6時（1980年、FM東京）
- NISSANミッドナイトステーション すこししあわせ（1980年10月 - 1982年3月、TBSラジオ）
- 中島みゆきのオールナイトニッポン（1979年11月26日、1982年11月1日、1983年10月31日、ニッポン放送）
- 吉田拓郎「ヤングタウンTOKYO」（1980年5月31日、TBSラジオ）
- ラジオドラマ「昼下がりの悪魔」（1985年、TBSラジオ）主題歌：ラジオのついたナイトテーブル
- NHKラジオ夕刊（2000年10月25日、NHKラジオ第1）
- 特集オーディオドラマ『赤い月』（2002年1月2日～4日、再放送：3月27日～29日、NHK-FM） - 主演・主題歌「赤い月」歌唱
- ラジオ深夜便（2011年5月7、8日、2015年6月28日、2015年9月6日、13日、10月4日、11日、11月8日、NHKラジオ第1・FM）インタビューコーナー｢女優が語る私の人生｣、｢私のがむしゃら時代｣、女優が語る名作シリーズ｢私のエディット~松坂慶子が語るエディット・ピアフの物語~｣
- 岡田惠和　今宵、ロックバーで~ドラマな人々の音楽談義~ (2013年11月2日、NHK-FM)
- 上田義郎のベトナム元気! (2014年6月8日、MBSラジオ)
- ありがとう浜村淳です (2015年10月15日、MBSラジオ) 大森一樹監督と映画｢ベトナムの風に吹かれて｣を宣伝
- わが人生に乾杯!(2015年12月15日、NHKラジオ第1)
- 大沢悠里のゆうゆうワイド土曜日版（2017年8月19日、TBSラジオ)「午後の招待席」ゲスト[51]
- サンデーライブゴエでショー　吉野の桜からありがとう　(2019年4月14日、MBSラジオ)　ゲスト
- KZOO OHANA INTERVIEW"愛するハワイ!"（2020年1月、ハワイ州オアフ島ホノルルKZOOラジオ）

### その他のテレビ番組
- NHK紅白歌合戦（NHK総合・ラジオ第1）
  - 第23回 (1972年12月31日)  - ゲスト
  - 第34回（1983年12月31日） - 特別審査員
  - 第35回 (1984年12月31日)  - 同上
  - 第55回（2004年12月31日） - ゲスト
- ゆく年くる年（1978年～1979年、テレビ朝日）- 青森県からのレポーター役
- 連想ゲーム (1978年8月2日、NHK総合)
- 4月だヨ!全員集合（1979年4月3日、TBS） - 江戸を斬るチームとして出演
- 夜のヒットスタジオ（1979年9月10日｢愛の水中花｣、1982年郷ひろみ｢哀愁のカサブランカ｣共演、11月1日｢蒲田行進曲｣、1983年10月31日｢海と宝石｣、1984年9月24日｢月光価千金｣、｢ウェルカム上海｣、1985年12月11日｢愛の水中花｣、｢ラジオのついたナイト・テーブル｣、1986年5月7日、14日、21日、28日｢飾りじゃないのよ涙は｣、｢北ウイング｣、｢バスルームから愛をこめて｣、｢愛の幕切れ｣、｢VON VOYAGE｣、｢桃色吐息｣、1987年1月14日｢赤い靴履いてた淫らな娘｣、2月25日｢あんたとあたいのブルース｣、フジテレビ)
- ザ・ベストテン（1979年9月27日、11月8日、11月29日、TBS）「愛の水中花」歌唱。北海道大学、東福寺から中継する回もあった。
- ハッピーニューヒット'80 (1980年1月3日、NHK総合) ｢愛の水中花｣歌唱
- 三枝の爆笑美女対談（1980年、関西テレビ）
- 夜の指定席・魅惑のファンタジー[52][53]（1980年～1984年、NHK総合）- レギュラー司会
- ミュージックフェア (1980年5月27日、フジテレビ) 海援隊と｢送る言葉｣歌唱
- ドリフと女優の爆笑劇場（198?年、テレビ朝日）
- 欽ちゃんのどこまでやるの!（198?年、テレビ朝日）
- スウィングはお好き?（1983年12月3日、NHK総合）- ワンマンショー
- 今夜は最高!（1983年1月、日本テレビ）蒲田行進曲パロディ、「蒲田行進曲」「アイム・ジャスト・ア・フーチー・クーチー・マン」歌唱
- 開局25周年記念水曜スペシャル｢ザ・ドリフターズ!!爆笑コントだ!大行進　女優まとめて名場面・大傑作｣(1984年2月1日、テレビ朝日)
- 徹子の部屋 (1984年10月5日、2006年1月6日、2013年7月16日、2015年10月15日、テレビ朝日)
- 音楽の旅はるかⅡ”松坂慶子はじめてのニューヨーク”（1985年、TBS)
- 女ひとり旅 (1986年、テレビ朝日)
- 出会い街角エトランゼ (1986年?、テレビ東京)
- 自由な女神してますか?松坂慶子・桃井かおりごきけんトーク!!(1987年1月31日、TBS)
- なるほど!ザ・ワールド（1987年、フジテレビ）- リポーターとしてイギリス取材。
- 松坂慶子ディナーショー-愛と幻想のステーション-（1987年12月30日、NHK BS1）
- ミュージックステーション (1988年11月25日、テレビ朝日) 渡哲也と｢ラストシーンは見たくない｣歌唱
- 新春特番 なるほど!ザ・ワールド スペシャル（1989年1月3日、フジテレビ） - リポーターの松坂慶子がフランスで乗馬を、西ドイツ・デュッセルドルフからバウムクーヘンと自動車マニアを紹介した。[54]
- 笑っていいとも!(1989年1月27日、1990年11月27日、1996年1月5日、1997年2月18日、2000年4月12日、2006年1月27日、フジテレビ)　- テレフォンショッキングゲスト
- とんねるずのみなさんのおかげです(1990年、フジテレビ)　コント出演
- 水曜スーパーキャスト (1990年、テレビ朝日) ロンドンロケ
- ねるとん紅鯨団 (1991年、関西テレビ)
- 愉快にオンステージ（1991年5月2日、NHK総合）共演：中村雅俊、堺正章
- 日本アカデミー賞 (1993年3月19日、日本テレビ) 司会
- サタデーナイトインニューヨーク（1993年、NHK総合）青江三奈インタビュー、ショー司会
- オータム・イン・ニューヨーク<3回シリーズ> (1993年11月15～17日、NHK BS2) 司会 - 　ブルーノートNYにて行われたオルケスタ・デ・ラ・ルスのライブ等
- オールスター感謝祭（1995年、TBS）
- SMAP×SMAP（1996年6月17日、フジテレビ）ビストロSMAP
- ルネサンス未来への扉3 二人のミケランジェロ（1997年、日本テレビ） - 松坂慶子がイタリア各地を訪ねた。[55]
- ふたりのビッグショー（1997年2月10日、NHK総合）谷村新司共演。「冬の稲妻」「愛の水中花」「ウェルカム上海」「キャバレー」「星に願いを」
- 土曜特集「松坂慶子　おとぎ話のファンタジー・シンデレラの世界を旅する少女の物語」（1998年2月21日、NHK総合）
- プロジェクトX〜挑戦者たち〜（2000年3月28日、NHK総合） - 初回ゲスト
- 思い出のメロディー（1997年・1998年・2004年・2008年・2015年8月8日、NHK総合・ラジオ第1） - 司会[注釈 1]（歌手）
- さんまのまんま（2002年1月2日、2009年2月7日、関西テレビ）
- BS日本のうた（2004年3月13日、NHK BS）「愛の水中花」歌唱
- よみがえる幻の古典芸能　伎楽　なぞの仮面舞踏劇をシルクロードに探る（2004年7月18日、NHK教育）
- SMAP×SMAP（2004年12月13日、関西テレビ・フジテレビ）ビストロSMAP
- 夢の美術館「ついに登場!ルーヴル名宝100選」（2004年12月23日、2005年1月29日、2月11日、NHK BShi）- 司会
- 土曜スタジオパークーあなたの声に答えますー（2005年1月8日、NHK総合）
- 世界・わが心の旅「パリ　生きなさい笑いなさい」（2005年1月31日、NHK BS2）
- TBSテレビ50周年あなたも歌わずにいられない!！昭和~平成にっぽん歌謡50年全史 (2005年3月30日、TBS) 　｢愛の水中花｣歌唱
- 寅さんが愛したマドンナたち「芸者さん～松坂慶子」（2005年6月7日、NHK BS2）
- 夢の美術館 「うるわしのアジア　仏の美100選」（2005年12月10日、11日、NHK BShi）- 司会
- 義経スペシャル座談会 －今語る義経のすべて（2005年12月16日、NHK総合）
- 夢の美術館 「うるわしのアジア　ほとけの美100選」（2006年1月9日、NHK BShi）- 司会
- はなまるマーケット (2006年1月10日、2009年1月22日、TBS)
- シャル・ウィ・ダンス?（2006年、日本テレビ） - 司会[注釈 2]
- 愛のエプロン (2007年1月3日、テレビ朝日)
- オーラの泉 (2007年1月4日、テレビ朝日)
- きよしとこの夜（2007年5月24日、NHK総合）「愛の水中花」「蒲田行進曲」歌唱
- SMAP×SMAP（2007年5月28日、フジテレビ）ろくろの王国
- にっぽん　心の仏像～あなたの一仏　訪ねます～（2007年8月13日、NHK BS）
- アインシュタインの眼　年末スペシャル｢スーパーカメラの大冒険2007｣　(2007年12月26日、NHK総合)
- ようこそ!"赤毛のアン"の世界へ　(2008年1 月3日、NHK Eテレ)
- 3か月トピック英会話"赤毛のアン"への旅~原書で楽しむAnneの世界 (2008年4月1日~6月24日、NHK Eテレ)
- スタジオパークからこんにちは (2008年4月14日、2011年4月12日、2015年5月18日、NHK総合)
- うたばん (2008年12月18日、TBS) ｢愛の水中花｣歌唱
- サラリーマンNEO 2008冬宴 (2008年12月27日、NHK総合)
- にっぽん巡礼（2009年1月2日、NHK総合）
- ザ！世界仰天ニュース美男美女まつり2009 (2009年1月7日、日本テレビ)
- アートエンターテインメント迷宮美術史セレクション｢巨匠を生んだ運命の風景｣ (2010年5月6日、NHK BS)
- あさイチ (2010年5月7日、NHK総合) プレミアムトーク
- プレミアムシアター　アリアナ・セイユ　松坂慶子対談｢フラとハワイ　美と心を語る｣ (2010年8月7日、NHK BS)
- 世界びっくり旅行社｢2011お正月特別営業スペシャル｣ (2011年1月2日、NHK)
- ザ☆スター｢岩下志麻｣ (2011年3月28日、NHK BS2)
- 日曜美術館｢夢のルドン傑作10選｣ (2011年5月29日、NHK Eテレ)
- 輝く女　綾瀬はるか~不思議な魅力のヒミツ~ (2013年1月1日、NHK総合)　- ナレーション
- NHKアーカイブステレビ60年(3)｢松坂慶子さんと見つめる大河ドラマ｣ (2013年1月6日、NHK総合)
- 日本テレビ開局60年特別番組 TV60 日テレ×NHK 60番勝負ドラマ対決 『松坂慶子 女優最後の日』（2013年） - 主演 ※制作：NHK、放送：NTV
- ｢松坂慶子の女優最後の日｣のすべて~こうして24時間でドラマが作られた~ (2013年3月21日、NHK総合)
- テレビ60年　懐かし番組スペシャル (2013年3月22日、NHK BS)
- たけしのニッポンのミカタ！(2013年4月12日、テレビ東京)
- ヨーロッパ水風景　(2013年8月、テレビ東京)　南フランスカンヌ~モナコの旅
- ぐるぐるナインティナイン グルメチキンレース14ゴチになります! (2013年10月3日、12月1日、日本テレビ)
- こんにちは!動物の赤ちゃん2013 (2013年12月25日、NHK総合)
- 怪傑えみちゃんねる (2014年1月1日、2015年11月20日、関西テレビ)
- ミュージック・ポートレイト（2014年7月24日、31日、NHK総合）上沼恵美子と共演。選曲：ダイナ・ショア「青いカナリア」、エディット・ピアフ「愛の賛歌」、 美空ひばり「柔」、谷村新司「昴」、ミルトン・ナシメント「FRUTA BOA」、ボビー・マクファーリン「Don't Worry,Be Happy」、ミュージカル・ライオンキングより「サークルオブライフ」、ハワイアン「パパリナ・ラヒラヒ」、朝鮮半島民謡「アリラン」、｢星に願いを｣
- 女の一生をつむぐ~追悼・宮尾登美子さん~ (2015年1月25日、NHK総合) インタビュー出演
- 今夜も生でさだまさしスペシャル~日本一周達成感謝祭~ (2015年3月29日、NHK)
- あなたが聴きたい歌の4時間スペシャル (2015年3月30日、TBS)
- プレミアムステージ｢鼬ーいたちー｣ (2015年6月8日、NHK BS) 朗読劇｢私のエディット｣
- 松坂慶子　萩　都美姫の面影を訪ねて (2015年7月20日、NHK総合)
- NHKニュースおはよう日本 (2015年9月16日、NHK) 映画を通し語る母への思いと介護
- NHK歌謡コンサート (2015年11月17日、NHK) ｢たまには仲間で｣歌唱
- ハロウィン音楽祭2016（2016年10月31日、TBS）ザ・ベストテン部分
- 松坂慶子のアイスランド紀行〜オーロラを求めて絶景の大地へ〜（2017年3月25日、テレビ東京）
- 美食倶楽部へようこそ　西郷どんの正月料理 (2018年1月3日、NHK総合)
- うたコン (2018年9月25日、2022年10月4日、NHK総合) ｢愛の水中花｣、｢ラストダンスは私に｣歌唱
- 土曜スタジオパーク (2018年10月20日、2022年10月29日、NHK総合)
- 第18回わが心の大阪メロディー（2018年12月11日、NHK総合）- 司会
- サラメシ　(2019年2月12日、NHK総合)
- 人生最高レストラン(2020年1月4日 TBS)
- SWITCHインタビュー 達人達（NHK Eテレ）(2020年1月11日)
- ごごナマ（2021年1月7日、NHK総合）
- NHK俳句 (2022年10月2日、NHK Eテレ)
- ひるまえほっと (2022年10月5日、NHK総合)
- ニュースLIVE！ゆう5時 (2022年10月5日、NHK総合)
- 歳時記食堂 (2022年10月30日、NHK Eテレ)

### CM
- わかさいも本舗『わかさいも』（1970年代、北海道ローカルCM）
- 三共『ルル』（1973年）
- 九州相互銀行ボーナスキャンペーンガール (1973年5月1日)
- メルシャン（1974年）
- 味の素『パルスイート』（1985年）
- 大塚食品
  - 『ボンカレーゴールド』（1993年）
  - 『ボンデラックスカレー』（1993年） ※山本淳一と共演
  - 「40周年目のボンカレー」 （2007年）[56]
- タイガー魔法瓶工業
- 日産自動車
- 『サニー』（B310後期型）（B11型、1980年 - 1985年）
  - 『ジューク』 (YF15後期型, 2017年) ※ズーイー・デシャネル、アダム・ドライバー、前田美波里、アン・ハサウェイ、ジュリアン・ムーアと共演
- ロート製薬『新・Vロート』
- 日本製紙クレシア『クリネックス』
- キリンビール『キリンラガービール』｢ラ党の人々。｣  （1990年1月） 勝新太郎の逮捕によりCM放送は一日で打ちきりになった。
- 白元『ミセスロイド』（1990年)）映画｢グッバイ・ママ｣とのタイアップCM
- メナード化粧品[57]（1972年 - ）
  - 『イルネージュ』（2002年、2014年 - 2016年）[56]
  - 『フェアルーセント』（2005年 - 2011年）[56]
- 日立製作所（1996年）
- 日清食品
  - 『日清のラーメン屋さん』（ - 2003年）[56]
  - 『袋麺シリーズ「愛されて三世代」編』（2019年）[58]
- 東京電話（2000年 - 2003年）[56] ※ユースケ・サンタマリアらと共演
- ブリヂストン「グレース｣
- 祐徳薬品工業『パスタイム』（2005年 - 2011年）[56]
- ANA「OKINAWA あの人も行っている」（2006年）[56]※速水もこみち・石塚英彦と共演
- アメリカンファミリー生命保険「アヒル保険相談」（2008年）[56]
- ソフトバンクモバイル
  - 『ホワイト家族24』「 ダイエット」編 （2008年）[56] - カイくんが訪れるスナックのママ 役
  - 「バーのママ」「娘?」「鑑定結果」（2014年）[56]
- レディースアートネイチャー（2009年 - 2015年）[56]
- サントリー食品インターナショナル『BOSS』 「大人の流儀」（2010年）[56] ※加藤剛・加藤茶・北大路欣也と共演
- 三洋物産『CR男はつらいよ・寅次郎人情篇』（2011年）[56]
- ローソン『ゲンコツメンチ』（2016年）[56] ※麻生久美子と共演
- 花王 『アタックウルトラアタックNeo』（2017年）※瀬戸康史・木野花と共演
- アマノ ｢おばあちゃんとアマノ編｣ （2019年）
- パーソルキャリア doda ｢母とわたしと、デューダ子篇｣、Webドラマ｢意外だった母｣篇、｢娘との時間｣篇 (2019年6月6日公開)
- UQコミュニケーションズ「UQモバイル」『シニア三姉妹』篇（2020年8月7日 - ） ※大地真央、田中美佐子と共演
- 大塚製薬『ポカリスエット』（2023年6月3日 - ）[59] ※吉田羊、鈴木梨央と共演
- 日本メナード化粧品「薬用ビューネ」（2025年）[60]※竹内涼真と共演

### ライブ・コンサート
- 初のディナーショー（1979年）ヒルトンホテル
- 初のライブ公演（1982年11月）渋谷エッグマン　共演:風間杜夫、平田満、石丸謙二郎、萩原流行
- 『クローズ・ユア・アイズ』ライブ（1983年11月15日、渋谷西武劇場）※宇崎竜童演出
- コンサートツアー（1985年）東京、大阪、京都、名古屋　※つかこうへい演出
- 松坂慶子PERFORMANCE Dance&song Keiko's cafe WOWWOW (2006年5月18日)東京プリンスホテルPark tower BALL ROOM）
- クリスマスディナーショー（2009年12月23日）橿原ロイヤルホテル
- クリスマスディナーショー (2009年12月) サンロイヤルホテル
- クリスマスディナーショー (2010年12月13日) ホテルニューオータニ長岡
- 徹子の部屋コンサート（2013年11月25日、東京国際フォーラムホールA／12月9日、フェスティバルホール）

### その他の活動
- 秦野たばこ祭（1971年） ミスたばことして、パレード参加
- 清鈴苑きものショー (1975年、1978年~1990年、1996年) セイコきもの文化財団、株式会社鈴乃屋
- 座談会「地球は、私の仕事場です」（1986年12月、南青山スパイラルホール）
- 第16回世界詩人会議日本大会'96前橋 (1996年)
- 日清創立40周年式典および創業者安藤百福の90歳の誕生日を祝う会 (1999年3月)
- 第12回東京国際映画祭 コンペティション（1999年10月30日 - 11月7日、Bunkamura・渋谷公会堂 他） - 国際審査員
- 『楽劇 天守物語』[61]
  - （2000年6月、サントリーホール小ホール）
  - （2001年7月11日 - 15日、セルリアンタワー東急ホテル 能楽堂）
  - （2008年7月28日、赤坂松田ホール／8月5日、加賀市民文化会館／9月15日、伊東市観光会館）
  - （2009年3月14日、ホノルルコンベンションセンター（ホノルル・フェスティバル）、ハワイ大学／8月28日・29日、ウィーン民俗博物館／9月20日、犬山市民会館／9月22日、松山市民会館大ホール／9月27日、そぴあしんぐう大ホール／10月3日・4日、水戸芸術館 ACM劇場／10月10日、猪苗代町体験交流館／10月23日、紀尾井ホール）
  - （2010年6月12日、県民共済みらいホール／8月7日、鹿島市民会館）
  - 日米桜寄贈百周年ワシントン・フィラデルフィア公演「萬歳楽2012」（2012年3月26日、フィラデルフィアインターナショナルハウス／29日、ケネディセンターミレニアムステージ）
- ゆうばり国際ファンタスティック映画祭 (2004年) 審査員
- 大回顧展モネ（2007年4月7日、国立新美術館）
- 翌檜会（2009年9月10日、大阪ウエスティンホテル）[62]
- 講演会『モネと私』（2009年9月26日、大塚国際美術館システィーナホール）
- 午前十時の映画祭　何度見てもすごい50本・「ウエスト・サイド物語」特別試写会（2010年1月31日） - ジョージ・チャキリスへ花束贈呈
- 『楽劇万葉樂』（2013年3月7日）上海理工大学
- 大田楽 (2013年6月25日～27日、日本スペイン交流400年記念事業、マドリード、グラナダ、2014年8月8日～13日カナダ、2016年4月16日国際交流基金主催事業、ワシントン）
- 『吉野のさくら保全プロジェクト』朗読劇「額田王と吉野 古に恋ふる鳥」（2013年7月27日、よみうりホール）[63]
- 第3回AKB48紅白対抗歌合戦 (12月17日) - 審査員
- 『よしのよく見よ』朗読会（2015年1月27日、吉野北小学校・吉野小学校）[64]
- 朗読劇『宴の花』（2015年7月、万葉文化館企画展示室）[65]
- 『万葉集朗読劇 海と雲と月と星と』（2015年10月30日、ハワイ大学マノア校）[66]
- 万葉集朗読（2017年11月）仁川大学
- 「日本を強く豊かに～島津斉彬と西郷隆盛の時代～」トークショー（2018年1月12日、鹿児島市民文化ホール第2ホール）
- 家庭画報×ななつ星in九州 (2018年10月25日) トークショー
- トークショー（2019年11月7日）ニューヨーク、日本クラブ主催[67]
- 北日本新聞まんまる女性倶楽部第4回例会（2020年2月9日、ANAクラウンホテルプラザ富山）
- 『令和にこめる万葉の心』朗読劇「梅薫る庭のしあわせ」（2020年3月15日、北秋田市文化会館）[68]
- 弘法大師御生誕1250年記念｢空海とわのいのり｣ (2023年2月11日名古屋、3月8日東京) ゲスト

## ディスコグラフィ

### シングル
| 枚                     | 発売日               | タイトル                       | c/w                      |
| ポリドール・レコード   | ポリドール・レコード | ポリドール・レコード           | ポリドール・レコード     |
| ---------------------- | -------------------- | ------------------------------ | ------------------------ |
| 1st                    | 1976年               | おとずれ                       | 哀しみの風景             |
| 日本コロムビア         |                      |                                |                          |
| 2nd                    | 1979年7月1日         | 愛の水中花                     | 雨の舗道で               |
| 3rd                    | 1980年6月10日        | 夜明けのタンゴ                 | 恋のメモリー             |
| 4th                    | 1981年4月1日         | 織江の唄                       | 島原地方の子守唄         |
| 日本コロムビア / DENON |                      |                                |                          |
| 5th                    | 1983年11月1日        | 海と宝石                       | 霧に走る                 |
| 日本コロムビア         |                      |                                |                          |
| 6th                    | 1984年4月1日         | 爛漫                           | 淋しい電話               |
| 7th                    | 1985年11月21日       | ラジオのついたナイト・テーブル | 愛の幕切れ               |
| 8th                    | 1987年1月21日        | 赤い靴はいてた淫らな娘         | あんたとあたいのブルース |
| Sony Records           |                      |                                |                          |
| 9th                    | 1991年3月1日         | 十九の春                       | 愛の水中花'91            |
| ポニーキャニオン       |                      |                                |                          |
| 10th                   | 1993年1月21日        | お嫁になんかいかないで         | かんかんとんとん         |

### コラボレーションシングル
| 名義                           | 発売日         | タイトル                 | c/w                        | 発売元                           |
| ------------------------------ | -------------- | ------------------------ | -------------------------- | -------------------------------- |
| 松坂慶子・風間杜夫・平田満     | 1982年10月21日 | 蒲田行進曲               | 蒲田組曲 〜Stars on KAMATA | 日本コロムビア                   |
| 松坂慶子 & 志穂美悦子          | 1984年9月21日  | 月光価千金               | スウィート・ジェニー・リー | 日本コロムビア                   |
| 渡哲也・松坂慶子               | 1988年9月15日  | ラストシーンは見たくない | 春来川                     | taurus                           |
| 研二と慶子                     | 2001年10月21日 | まごころよりどころ       | しあわせに向かって         | 徳間ジャパンコミュニケーションズ |
| 松坂慶子 & 浜圭介              | 2015年7月22日  | 哀愁の札幌               | 愛の法則                   | キングレコード                   |
| 松坂慶子 with フォー・セインツ | 2015年10月14日 | たまには仲間で           | 子供らよ                   | ユニバーサルミュージック         |

### アルバム

#### オリジナル・アルバム
| 枚             | 発売日         | タイトル                            | 収録曲 |
| 日本コロムビア | 日本コロムビア | 日本コロムビア                      | 日本コロムビア |
| -------------- | -------------- | ----------------------------------- | --- |
| 1st            | 1980年         | ファーストアルバム -いま季節の中に- | SIDE A 1. 愛の水中花 2. ナイトコール 3. 男そして女 4. 哀しみの風景 5. 水中花（朗読） 6. 雨の舗道で SIDE B 1. 島原地方の子守唄 2. 織江の唄 3. 二丁目の子守唄 4. 鳳仙花 5. 風花のひと                                |
| 2nd            | 1984年2月1日   | 瞳をとじて                          | SIDE A EXPENSIVE II 瞳をとじて 1. キャンディ・タウン 2. 通り雨 3. 淋しい電話 4. 海と宝石 5. 霧に走る SIDE B EXPENSIVE III Close Your Eyes 1. CLOSE YOUR EYES 2. 花はいかが 3. 数え唄 4. 話を聞いて 5. 海へ帰りたい |

#### ライブ・アルバム
| 枚             | 発売日         | タイトル         | 収録曲 |
| 日本コロムビア | 日本コロムビア | 日本コロムビア   | 日本コロムビア |
| -------------- | -------------- | ---------------- | --- |
| 1st            | 1983年1月1日   | EXPENSIVE I 弟よ | - 1982年11月3日渋谷"エッグマン"にて収録のライヴ盤 - 演出・構成：つかこうへい - ゲスト：風間杜夫、平田満、石丸謙二郎、萩原流行 SIDE A 1. オープニング・テーマ 2. 沖縄ベイ・ブルース 3. 知らず知らずのうちに 4. アイム・ジャスト・ア・フーチー・クーチー・マン - デュエット:石丸謙二郎、萩原流行 5. 想い出のグリーン・グラス 6. 弟よ SIDE B 1. 蒲田行進曲 - デュエット:風間杜夫、平田満 2. 愛の水中花 3. プレイバック PART 2 4. ロックンロール・ウィドウ 5. アイム・ジャスト・ア・フーチー 6. エンディング・テーマ〜枯葉 |

#### カバー・アルバム
| 枚             | 発売日         | タイトル                     | 収録曲 |
| 日本コロムビア | 日本コロムビア | 日本コロムビア               | 日本コロムビア |
| -------------- | -------------- | ---------------------------- | --- |
| 1st            | 1985年12月1日  | EXPENSIVE II 女かえたら      | - 演出・構成：つかこうへい SIDE A 1. 愛の幕切れ 2. Bon Voyage 3. 夜霧のしのび逢い 4. すてきな16才 5. 夢の中に君がいる SIDE B 1. バスルームから愛をこめて 2. ラストダンスは私に 3. ラジオのついたナイト・テーブル 4. White Christmas 5. フィナーレ |
| CBSソニー      |                |                              | |
| 2nd            | 1990年11月21日 | OPERA 〜歌に生き、恋に生き〜 | - エグゼクティブプロデューサー：三枝成彰 - 音楽監督：木村俊光 - 作詞：麻生圭子 1. 乾杯の歌 (ヴェルディ:歌劇「椿姫」より) 2. あぁ、そはかの人か〜花から花へ〜 (ヴェルディ:歌劇「椿姫」より) 3. 歌に生き、恋に生き (プッチーニ:歌劇「トスカ」より) 4. ある晴れた日に (プッチーニ:歌劇「蝶々夫人」より) 5. 間奏曲 (ヴェルディ:歌劇「椿姫」より) 6. ハバネラ (ビゼー:歌劇「カルメン」より) 7. 私の名はミミ (プッチーニ:歌劇「ラ・ボエーム」より) 8. ムゼッタのワルツ (プッチーニ:歌劇「ラ・ボエーム」より) 9. さようなら (プッチーニ:歌劇「ラ・ボエーム」より) 10. 眺めのいい部屋 (プッチーニ:歌劇「ジャンニ・スキッキ」より) 11. Ave Maria (ヴェルディ:歌劇「オテロ」より) |

#### ベスト・アルバム
| 枚                                       | 発売日                                   | タイトル                                 | 収録曲 |
| コロムビアミュージックエンタテインメント | コロムビアミュージックエンタテインメント | コロムビアミュージックエンタテインメント | コロムビアミュージックエンタテインメント |
| ---------------------------------------- | ---------------------------------------- | ---------------------------------------- | --- |
| 1st                                      | 2003年1月1日                             | コロムビア音得盤シリーズ 松坂慶子        | 1. 夜明けのタンゴ 2. 爛漫 3. 織江の唄 4. 島原地方の子守歌 5. 海と宝石 6. Bon Voyage 7. 愛の水中花 |
| 2nd                                      | 2007年8月22日                            | エッセンシャル・ベスト 松坂慶子          | 1. 愛の水中花 2. 夜明けのタンゴ 3. 織江の唄 4. 蒲田行進曲 5. 海と宝石 6. 霧に走る 7. 爛漫 8. 月光価千金 9. ウェルカム上海 10. ラジオのついたナイト・テーブル 11. 愛の幕切れ 12. 赤い靴はいてた淫らな娘 13. あんたとあたいのブルース 14. アイム・ジャスト・ア・フーチー・クーチー・マン (ライブ) 15. Bon Voyage                                            |
| 3rd                                      | 2009年11月24日                           | 松坂慶子 ベスト・セレクション            | 1. 愛の水中花 2. ナイトコール 3. 男そして女 4. 哀しみの風景 5. 水中花 (朗読) 6. 雨の舗道で 7. 島原地方の子守唄 8. 織江の唄 9. 二丁目の子守歌 10. 鳳仙花 11. 風花のひと |
| 4th                                      | 2009年2月18日                            | GOLDEN☆BEST 松坂慶子 やさしさの季節      | 1. やさしさの季節 2. 愛の水中花 3. 夜明けのタンゴ 4. 織江の唄 5. 海と宝石 6. 爛漫 7. ラジオのついたナイト・テーブル 8. 雨の舗道で 9. 恋のメモリー 10. 島原地方の子守唄 11. 霧に走る 12. 淋しい電話 13. 月光価千金 14. スウィート・ジェニー・リー（SWEET JENNIE LEE） 15. 赤い靴はいてた淫らな娘 16. 蒲田行進曲 17. やさしさの季節（オリジナル・カラオケ） |

### サウンドトラック
| 発売日         | タイトル                              | 収録曲 |
| 日本コロムビア | 日本コロムビア                        | 日本コロムビア |
| -------------- | ------------------------------------- | --- |
| 1984年10月     | 上海バンスキング オリジナルサントラ盤 | SIDE11.ウェルカム上海 ※松坂歌唱 2.月光価千金 ※ 3.リンゴの木の下で～貴方とならば 4.スウィート・ジェニー・リー ※ 5.素敵なあなた 6.親船に乗った気分で 7.ウェディング・マーチ 8.聞かせてよ愛の言葉を ※ 9.セントルイス・ブルース 10.黒い瞳 SIDE2 11.イン・ザ・ムード 12.暗い日曜日 ※ 13.貴方とならば ※ 14.海行かば～シング・シング・シング 15.上海悲歌 16.チャタヌガ・チュー・チュー 17.聖者の行進 ※ 18.貴方とならば ※ 19.ウェルカム上海 ※ |

### 映像作品
| 枚             | 発売日         | タイトル                                        |
| 日本コロムビア | 日本コロムビア | 日本コロムビア                                  |
| -------------- | -------------- | ----------------------------------------------- |
| 1st            | 1984年3月      | 松坂慶子 in person〜close your eyes             |
| CBSソニー      |                |                                                 |
| 2nd            | 1990年         | 松坂慶子 オペラ・アリア集〜歌に生き、恋に生き〜 |
| NHK            |                |                                                 |
| 3rd            | 1998年1月      | 華～さくら・紫霞 山河憧憬(第1集)                |

### タイアップ曲
| 楽曲                           | タイアップ                                                               | 時期   |
| ------------------------------ | ------------------------------------------------------------------------ | ------ |
| おとずれ                       | 日本テレビ系ドラマ『暖流』主題歌                                         | 1976年 |
| 愛の水中花                     | TBS系ドラマ『水中花』主題歌                                              | 1979年 |
| 雨の舗道で                     | TBS系ドラマ『水中花』挿入歌                                              | 1979年 |
| 夜明けのタンゴ                 | TBS系ドラマ『夜明けのタンゴ』主題歌                                      | 1980年 |
| 蒲田行進曲                     | 松竹・角川春樹事務所提供作品『蒲田行進曲』主題歌                         | 1982年 |
| 海と宝石                       | 十條キンバリー『ニュー・クリネックス・ティシュー』TV CF イメージ・ソング | 1983年 |
| 爛漫                           | 松竹映画『化粧』主題歌                                                   | 1984年 |
| 月光価千金                     | 松竹・シネセゾン・テレビ朝日提供作品『上海バンスキング』主題歌           | 1984年 |
| スウィート・ジェニー・リー     | 松竹・シネセゾン・テレビ朝日提供作品『上海バンスキング』挿入歌           | 1984年 |
| ラジオのついたナイト・テーブル | TBSラジオ『愛のドラマ シリーズ』主題歌                                   | 1985年 |
| 赤い靴はいてた淫らな娘         | 松竹映画『自由な女神たち』主題歌                                         | 1987年 |
| あんたとあたいのブルース       | 松竹映画『自由な女神たち』挿入歌                                         | 1987年 |
| 十九の春                       | NHKテレビドラマ『未来の海』主題歌                                        | 1991年 |
| まごころよりどころ             | ミュージカル映画『カタクリ家の幸福』劇中歌                               | 2001年 |
| やさしさの季節                 | NHKラジオ『ラジオ深夜便』2009年1月〜3月期「深夜便のうた」より            | 2009年 |

### その他
- SUNNY ORIGINAL MUSIC CASSETTE（日産自動車、非売品カセットテープ）
- ｢シャル・ウィ・ダンス？~オールスター社交ダンス選手権~MUSIC COLLECTION FOR LATIN｣サウンドトラックCD.DVD付 (2006年10月25日、日本テレビ) ルンバを踊る映像が収録されている。
- DVD｢女神の時代ー昭和が愛したスタア｣(2009年12月18日、日本ドリームコンテンツ株式会社) 早田雄二の写真収録

## 書籍

### 著書
- 『プレリュード』ペップ出版、1979年8月　ASIN B00NBHZETQ
- 大倉舜二 撮影、プレイボーイ別冊編集部 編集『松坂慶子写真集』集英社、1984年3月15日。
- 『女優と、私と』主婦と生活社、1992年12月　ISBN 4-391-11402-X
- 『さくら伝説　松坂慶子写真集』なかにし礼原作・監修、フォーブリック、2002年8月　ISBN 4-89461-907-5
- 『Shall We Hula?松坂慶子とはじめるフラ入門』実業之日本社、2009年7月31日 ISBN 978-4-408-42027-1

### 関連書籍
- 『日本の美　女優』篠山紀信、集英社、1979年　ASIN B085WYQX4R
- 『三枝の爆笑美女対談』関西テレビ編、講談社、1981年4月　ISBN 406127693X
- 『昭和写真・全仕事series4』大竹省二、朝日新聞社、1982年 ASIN B000J7OX4I
- 『笑点　木久蔵交友録 ふれんど疾風』林家木久蔵著、リイド社、1983年
- 『The Star in the limelight』稲越功一撮影、誠文堂新光社、1983年1月
- 『平地勲写真集　麗しの君を忘れじのブルース』平地勲撮影、出帆新社、1983年5月10日 ASIN:B000J7837Q
- 『12の素顔ー渡辺淳一の女優問診』渡辺淳一著、朝日新聞出版局、1984年1月1日 ISBN 402255195X
- 『女の仕事ー地球は、私の仕事場です』残間里江子著、朝日新聞社、1987年9月
- 『さらば愛しき人よ』武田鉄矢著、集英社、1987年11月
- 『日本の女優50人ー素顔とことば』菅野拓也著、新潮社、1988年3月25日 ISBN 4-10-368701-0 C0074
- 『狐狸庵が教える対話術』遠藤周作著、光文社、1988年4月　ISBN 9784334707293
- 『銀幕の恋人たち』品田雄吉著、ミリオン書房、1988年9月21日 ISBN 4-943948-31-6
- 『人間グラフィティ三枝成彰対談集』三枝成彰著、潮出出版、1989年12月 ISBN 4-267-01229-6 C0095
- 『スター大写真帳1女優編』早田雄二撮影、きょうせい、1992年6月  ISBN 4-324-03217-3
- 『女優になるための36章上巻』つかこうへい著、主婦と生活社、1995年8月
- 『別冊太陽 名女優』早田雄二撮影、平凡社、2000年6月ISBN 458294342X
- 『おとなの奈良　｢京都｣に泊まって｢大和路｣を歩く』週刊現代編集部編、講談社、2001年9月21日 ISBN 4-06-179362-4
- 『人生の黄金律 共生の章』なかにし礼著、清流出版、2003年8月14日 ISBN 4-86029-048-8 婦人画報2002年9月号初出
- 『ザ・ベストテン』山田修爾著、2008年、ソニー・マガジンズ　ISBN 978-4789733724
- 『見とれていたい わたしのアイドルたち』柴崎友香著、マガジンハウス、2009年11月　ISBN 4838720432
- 『銀幕おもいで話』高岩淡著、双葉社、2014年9月17日